# Castelo de Almodôvar
O Castelo de Almodôvar foi uma estrutura militar situada na vila de Almodôvar, na região do Alentejo, em Portugal.

## História e descrição
O castelo estaria situado nas imediações do depósito de água e do Cerro de Santa Rufina, sendo esta área ainda conhecida como Cerca do Castelo. Poderia ter contado com uma cerca inferior para albergar os rebanhos. A parte da colina onde está implantado o depósito de água forma um talude, suportado por um muro, tendo sido encontrados os vestígios de outros muros antigos em blocos de xisto. Neste local foram descobertos fragmentos de cerâmica das épocas islâmica e tardo-medieval. Dentro do recinto do reservatório de água destaca-se a presença da base de uma coluna.
Foi provavelmente construído no contexto do domínio islâmico da Península Ibérica, durante a Idade Média, quadro em que a povoação conheceu um franco desenvolvimento, recebendo o nome de almudaûár, que significa uma casa ou castelo de forma redonda. O castelo foi tomado pelas forças cristâs durante as campanhas da reconquista no Sul do país, provavelmente no período entre 1238, quando foi conquistada Mértola, e 1245, quando caiu a fortaleza de Marachique. Sabe-se que D. Afonso III passou por Almodôvar no seu percurso para o Algarve, tendo sido apoiado por almocreves moçárabes. No foral emitido pelo rei D. Dinis em 1285, que criou o concelho de Almodôvar, surgem referências à antiga fortificação islâmica. Posteriormente, nesta área foi implantado o depósito de água, que terá destruído a maioria das ruínas. Com efeito, durante os trabalhos de campo feitos em 2009, não foram encontrados quaisquer indícios significativos das antigas estruturas.
A fortificação permaneceu na tradição popular através da lenda do castelo dos mestres de Almodôvar, que foi recordada em Abril de 2008, num espectáculo integrado no programa do Mercado Medieval.

## Ligações Externas
- Almodôvar - Depósito de Água na base de dados Portal do Arqueólogo da Direção-Geral do Património Cultural